# Культура роадменов
Культура роадменов — это явление, которое начале 2020-х годов распространилось в Финляндии и ассоциируется с романтизацией преступного образа жизни. Участники этого движения обычно представляются молодыми людьми мигрантского происхождения, употребляющими и продающими наркотики, совершающими насильственные преступления и оказывающимися в сложных жизненных ситуациях. Это явление связано в основном с молодежью и чаще встречается среди подростков и молодых людей в возрасте от 12 до 20 лет.
Считается, что культура роадменов зародилась в Великобритании в начале 2000-х годов в связи с появлением грайм-музыки, однако даже там это явление сегодня воспринимается негативно. Термин "роадмен" используется как для описания преступного образа жизни, так и для обозначения определённого стиля одежды и музыки. В Финляндии явление роадменов особенно распространено в регионе Уусима. Когда об этом впервые сообщили в новостях в апреле 2022 года в финской газете Helsingin Sanomat, его связали с грабежами среди молодежи и ношением холодного оружия несовершеннолетними.

## Противодействия

### Противодействия явлению в Финляндии
Согласно интервью с девятью финскими полицейскими, специализирующимися на профилактической работе в районах Хельсинки, Западной и Восточной части региона Уусимаа, для предотвращения вредоносного насилия среди молодежи и употребления психоактивных веществ необходимо усилить контроль, строго реагировать на преступления и проводить просветительскую работу. Просветительская деятельность должна быть направлена на объяснение вреда преступного образа жизни и последствий правонарушений в будущем. Один из опрошенных полицейских считает, что с помощью информирования можно предотвратить вовлечение части финской молодежи в преступную среду.